# Rudolf Schlösser
Rudolf Schlösser (* 11. Juni 1867 in Elberfeld; † 24. Februar 1920 in Weimar) war ein deutscher Germanist und Archivar.
Rudolf Schlösser war der Sohn eines wohlhabenden Farbenfabrikanten. Nach dem Studium der Theologie, Philosophie und deutscher Philologie in München und Leipzig wurde Schlösser 1890 mit einer Arbeit Zur Geschichte und Kritik von Friedrich Wilhelm Gotter’s Merope bei Friedrich Zarncke promoviert. Er habilitierte sich 1895 in Leipzig mit einer Arbeit Vom Hamburger Nationaltheater zur Gothaer Hofbühne in Jena und lehrte an der Universität Jena anschließend Neuere Deutsche Literaturgeschichte. 1901 wurde er zum außerordentlichen Professor ernannt. Gelegentlich übersetzte er aus dem Französischen.
Von 1918 bis zu seinem Tode war er Direktor des Goethe- und Schiller-Archivs in Weimar.
Sein Sohn war Journalist Rainer Schlösser (1899–1945).

## Veröffentlichungen (Auswahl)
- Friedrich Wilhelm Gotter. Sein Leben und seine Werke. Ein Beitrag zur Geschichte der Bühne und Bühnendichtung im 18. Jahrhundert (= Theatergeschichtliche Forschungen, Bd. 10). Hamburg und Leipzig 1894.
- Die Quellen zu Heinrich von Kleists Michael Kohlhaas Bonn 1913.

als Übersetzer
- Die Tänzerin von Schemacha. Novelle vom Grafen Gobineau. Deutsch [sowie mit einem Vorwort von] Rudolf Schlösser[1]. Philipp Reclam jun., Leipzig 1904 (Digitalisat im Internet Archive)
- Graf Gobineau: Das rote Tuch (Le mouchoir rouge). Mit 18 handkolorierten Federzeichnungen von Hanns Scheller. Cotta, Stuttgart u. Berlin o. J. [1917][2]